# Шуфрич Едуард Золтанович
Едуа́рд Зо́лтанович Шу́фрич (1969 — 2022) — український військовослужбовець, член УНА—УНСО, учасник помаранчевої революції. Троюрідний брат Нестора Шуфрича.

## З життєпису
Народився 1969 року в селі Бедевля Тячівського району Закарпатської області. У 1990—2000-х роках балотувався до Верховної Ради від Української національної асамблеї.
Учасник Помаранчевої революції. Зазнав поранення в часі Революції Гідності на Майдані Незалежності.
У часі війни — командир мотострілецького відділення стрілецького взводу стрілецької роти 111-ї бригадо ТРО.
Загинув 21 жовтня 2022 року в бою під Тернами Донецької області.
Без Едуарда лишились дружина, діти та сестра.

## Нагороди
- Орден «За мужність» III ступеня[8].